# Замир, Эяль
Эя́ль Зами́р (ивр. אייל זמיר‎; род. 26 января 1966, Эйлат, Израиль) — израильский военный деятель, нынешний Начальник Генерального штаба Армии обороны Израиля (с 5 марта 2025 года).

## Биография
Эяль Замир родился в 1966 году в Эйлате на юге Израиля в семье Шломо и Яфы Замир, старший среди трёх сыновей семьи.
Семья проживала в Эйлате по месту службы отца Замира, подполковника Армии обороны Израиля. Отец Замира родился в семье Аарона Замира, приехавшего в Палестину в 20-е годы XX века из Йемена, бойца «Эцеля», получившего два боевых ранения, а затем проживавшего в заселённом йеменскими евреями тель-авивском квартале Керем-ха-Тейманим, где его внук Эяль часто проводил каникулы. Мать Замира родилась и выросла в Иерусалиме в семье Абади, выходцев из Алеппо в Сирии, основавших известную в Израиле пекарню «Абади».
В возрасте 14 лет Замир переехал на учёбу в военном интернате в Тель-Авиве, действовавшем в ту пору при гимназии «Герцлия»; окончил учёбу в интернате в 1984 году.

### Военная карьера
В 1984 году был призван на службу в бронетанковых войсках Армии обороны Израиля. Прошёл подготовку в качестве танкиста, а в 1985 году с отличием окончил курс командиров танков. По окончании офицерских курсов в 1986 году служил командиром взвода, а затем и командиром роты в бронетанковых бригадах «Кфир» и «Бней Ор». В качестве командира роты принял участие в боевых действиях в южном Ливане.
С 1990 года находился на учёбе, а в 1992 году был назначен командиром оперативного отдела (ивр. קצין אג"ם‎) бронетанковой бригады «Саар ми-Голан». В 1994 году возглавил 75-й танковый батальон «Ромах» бригады, под командованием которого находились форпосты Бофор и Длаат в южном Ливане, а с 1996 по 1997 год командовал курсом командиров танков.
С 1997 по 1998 год находился на учёбе в Парижской военной школе, а с 1998 по 2000 год служил командиром оперативного отдела бронетанковой дивизии «Ха-Плада».
С 2000 по 2001 год исполнял должность главы Департамента танковой тактики (ивр. מחלקת תורת חיל שריון‎) в штабе Главного офицера бронетанковых войск, командуя при этом также 656-й резервной бригадой «Бней Решеф» в составе дивизии «Идан». Под командованием Замира бригада приняла участие в боях в районе Дженина в ходе операции «Защитная стена», включая бои по зачистке города Дженина от террористов. В 2001 году, оставаясь на посту комбрига, возглавил Центр тактических учений в Национальном центре учений сухопутных войск.
28 июля 2003 года Замир был назначен командиром бронетанковой бригады «Саар ми-Голан». После назначения Замира на должность командира бригады на бригаду была возложена ответственность за обеспечение обороны центральной части сектора Газа, включая оборону трассы, ведущей к Гуш-Катифу, и под её командование были переведены с этой целью дополнительные танковые батальоны из других бригад и пехотные батальоны из бригады «Гивати», при этом 75-й батальон бригады принимал в этот период участие также в боевой деятельности в Самарии и на израильско-ливанской границе. Бригада под командованием Замира провела многочисленные операции по предотвращению терактов против израильских поселений в секторе Газа и ведущей к ним трассе, а также по поимке разыскиваемых боевиков и обеспечению обороны границы сектора с Израилем. В период командования Замира в бригаде была проведена интеграция дигитальных средств управления войсками, и осваивалось использование силами бригады беспилотных летательных аппаратов. В 2005 году силы бригады были также привлечены к осуществлению «Плана одностороннего размежевания» с целью эвакуации израильских поселений из сектора Газа; на Замира была возложена задача командовать «пятым кругом» эвакуационных сил, предназначенным изолировать сектор Газа и предотвратить въезд израильских граждан на его территорию. С 2005 по 2006 год находился на учёбе.

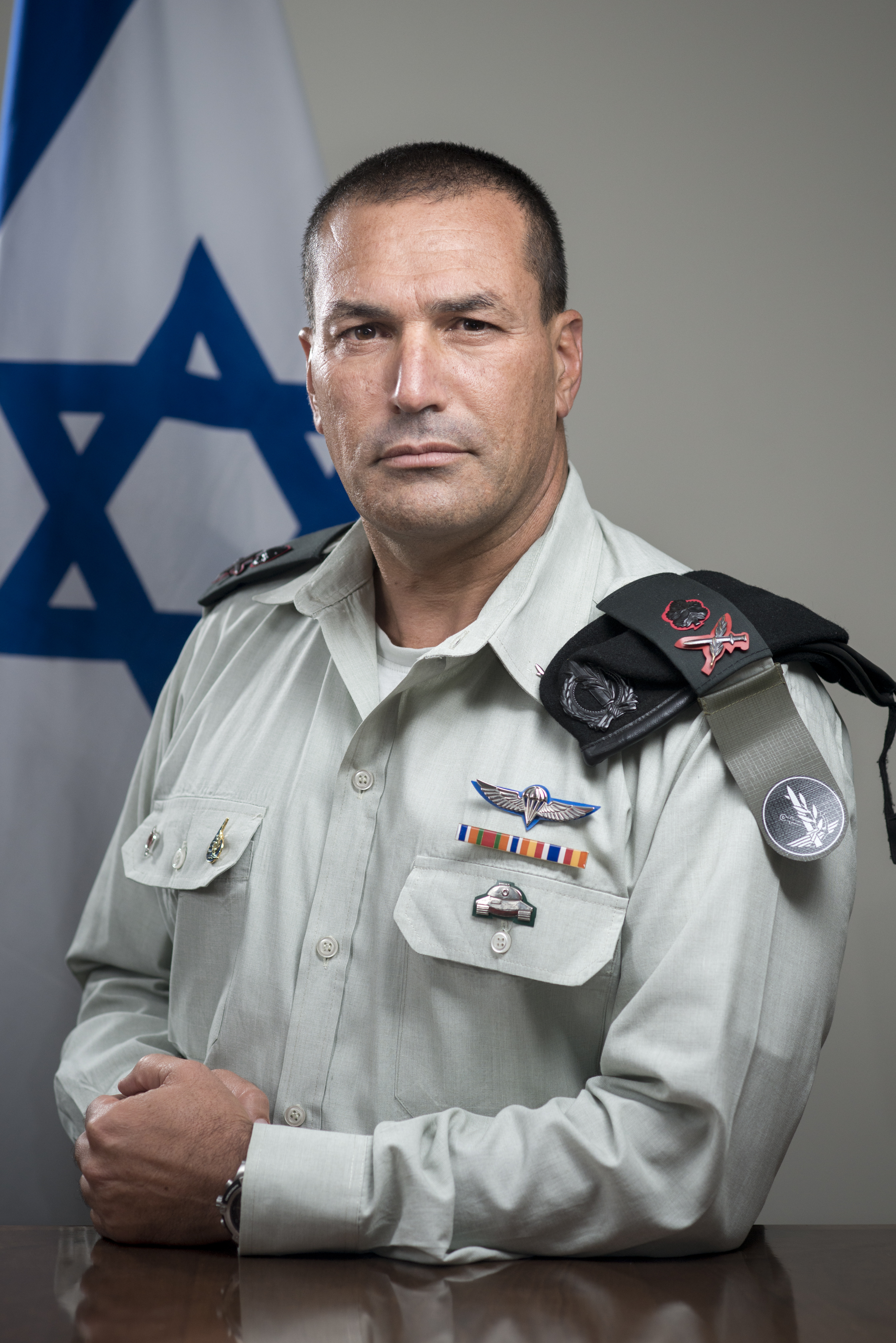
Генерал-майор Эяль Замир (2015)

В 2007 году Замиру было присвоено звание бригадного генерала, и он возглавил резервную бронетанковую дивизию «Амуд ха-Эш», командуя при этом также курсами командиров рот и батальонов (ивр. קמ"פ-קמ"ג‎).
17 июня 2009 года был назначен командиром бронетанковой дивизии «Гааш». Исполнял эту должность до 7 июля 2011 года, после чего вступил на пост главы штаба (ивр. רמ"ט‎) Командования сухопутных войск.
26 ноября 2012 года Замир был повышен в звании до генерал-майора и назначен Военным секретарём премьер-министра Израиля на смену генерал-майору Йоханану Локеру. Исполнял эту должность, в том числе в ходе операции «Нерушимая скала» в секторе Газа и операции «Возвращайтесь, братья» на Западном берегу реки Иордан, до 3 сентября 2015 года.
6 октября 2015 года Замир вступил на пост Командующего Южным военным округом, сменив на посту генерал-майора Сами Турджемана. На посту Командующего Южным военным округом Замир занимался, помимо прочего, проектом воздвижения противотуннельного барьера на границе Израиля и сектора Газы, а также стратегическим планированием обеспечения обороны округа.

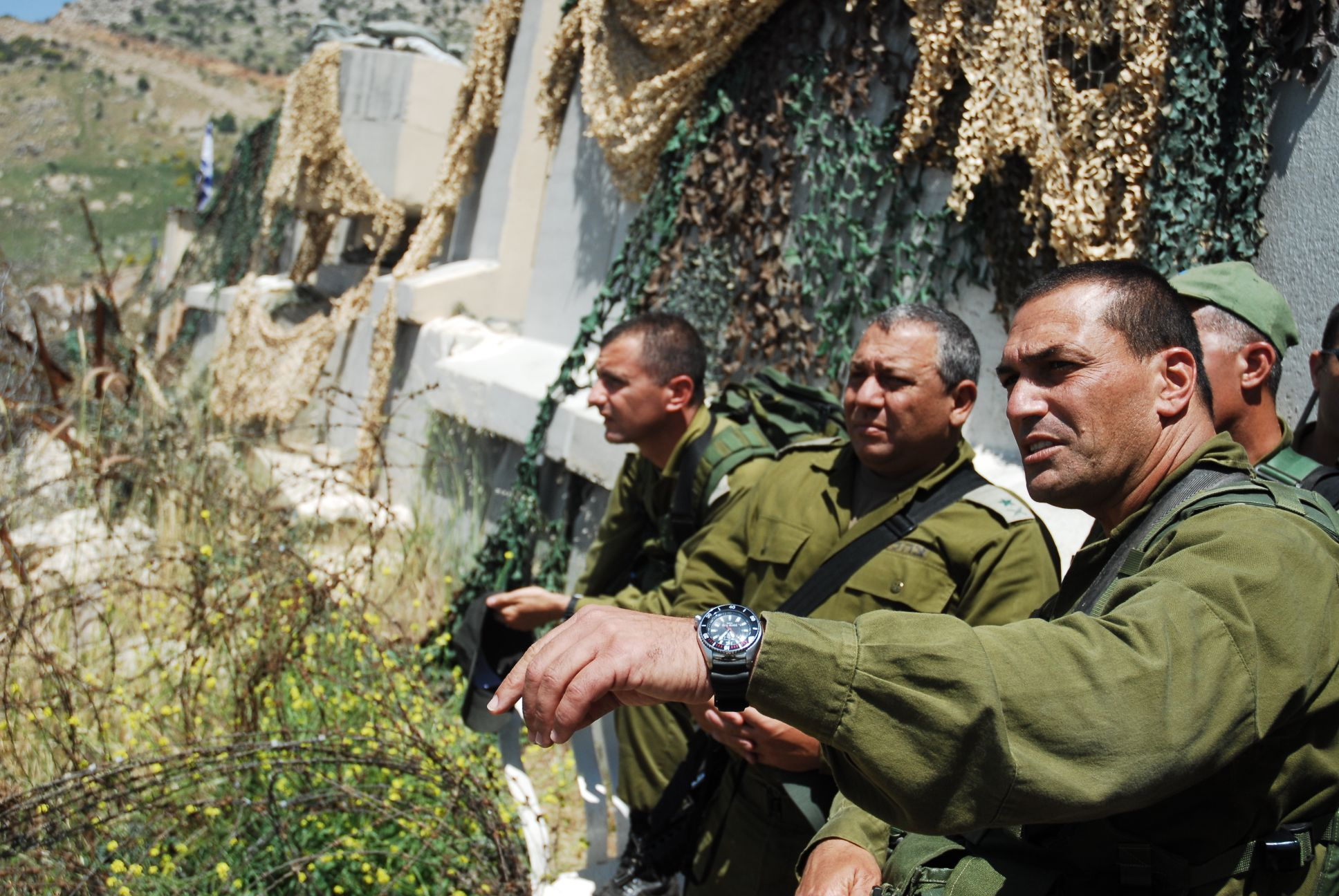
Эяль Замир (справа) на осмотре северной границы Израиля (2011)

Весной 2018 года начались и превратились в еженедельную рутину столкновения на границе Израиля с сектором Газа, вызванные организованными движением «ХАМАС» массовыми шествиями палестинцев к границе сектора Газа с призывами прорваться на территорию Израиля. В мае 2018 года заместителем Командующего округа при Замире (должность, оставляемая вакантной в мирное время) был назначен генерал-майор Йоси Бахар. Как на должности Командующего Южным округом, так и в дальнейшем на должности заместителя Начальника Генштаба, Замир высказывал оценку, что организация ХАМАС, под контролем которой находился сектор Газа, не заинтересована в конфронтации с Израилем и будет готова на достижение договорённостей с Израилем для сохранения своей власти в секторе, что столкновения на границе с Газой являются способом организации противостоять внутреннему давлению со стороны населения сектора, и что Израилю следует направить усилия на гуманитарную поддержку населения и восстановление инфраструктуры сектора.
6 июня 2018 года Замир передал командование округом генерал-майору Херци Ха-Леви.
13 декабря 2018 года Замир вступил на должность заместителя начальника Генерального штаба Армии обороны Израиля, сменив на посту генерал-майора Авива Кохави, назначенного Начальником Генштаба. На этом посту Замир курировал процессы наращивания боевой мощи армии в рамках многолетней программы «Тнуфа» и занимался разработкой концепции противодействия иранской угрозе. Также курировал деятельность армии по поддержке гражданского сектора страны в противодействии коронавирусной пандемии и в ходе операции «Страж стен» в секторе Газа.
11 июля 2021 года Замир передал пост генерал-майору Херци Ха-Леви, а затем выехал в США в качестве приглашённого исследователя Вашингтонского института ближневосточной политики в ожидании представить свою кандидатуру на пост Начальника Генштаба по истечении срока должности генерал-лейтенанта Авива Кохави на данном посту в начале 2023 года.
17 июля 2022 года министр обороны Бени Ганц сообщил о решении включить в окончательный список кандидатов на пост Начальника Генштаба Замира и генерал-майора Херци Ха-Леви. 4 сентября 2022 года Ганц объявил о решении предпочесть кандидатуру Ха-Леви на пост Начальника Генштаба, и вскоре Замир вышел в запас из армии.

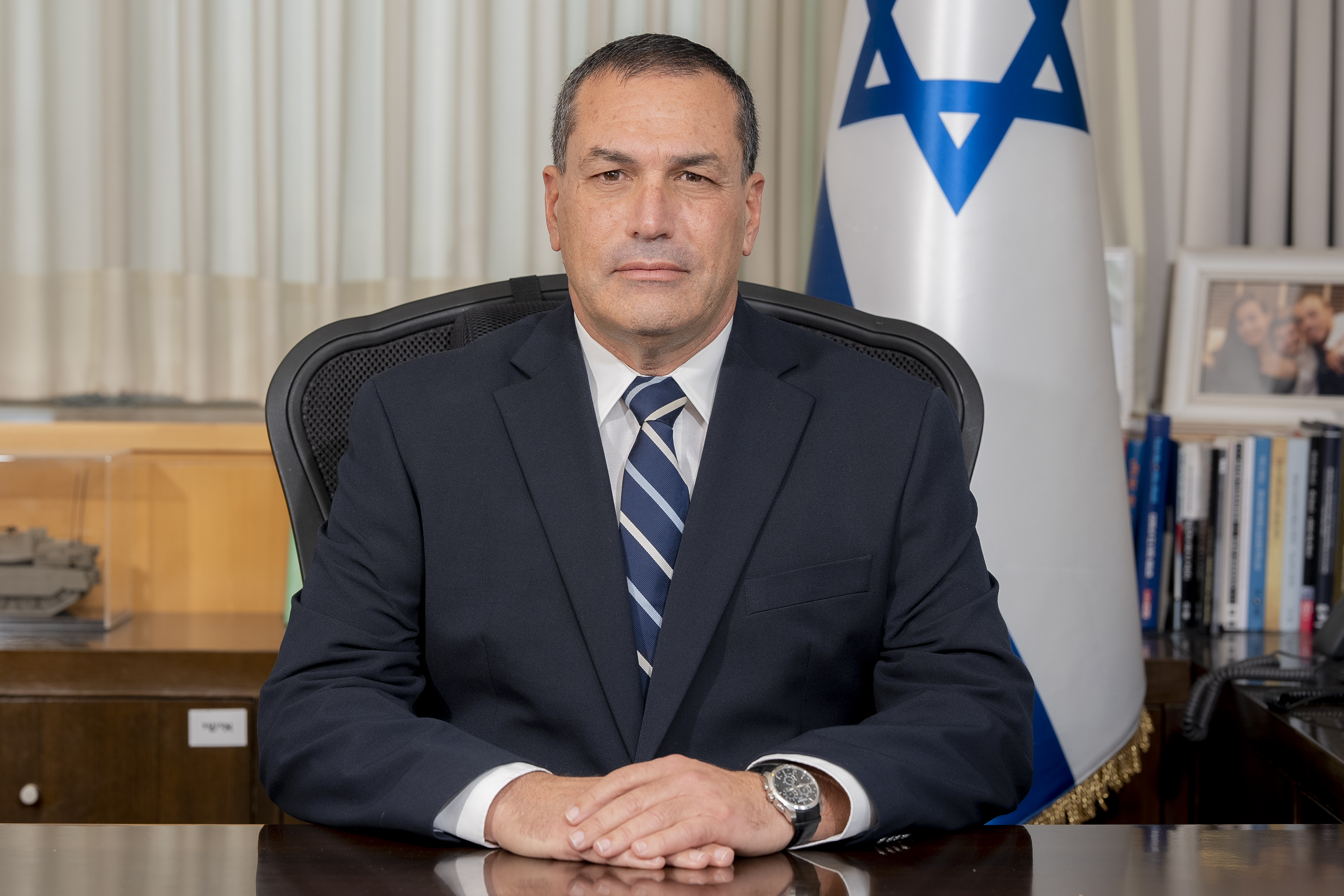
Эяль Замир на посту гендиректора Министерства обороны (2022)

1 февраля 2023 года Замир вступил на пост генерального директора Министерства обороны.
После начала войны в секторе Газа в октябре 2023 года Замир, помимо прочего, курировал процессы массивных закупок вооружений для ведения боевых действий, включая закупку боевой авиации и боеприпасов в США, процессы согласования пакетов финансовой помощи США Израилю на оборонные цели, а также процессы, направленные на увеличение масштабов собственного производства израильского военно-промышленного комплекса.

#### На посту Начальника Генштаба
22 января 2025 года, после заявления Начальника Генштаба Армии обороны Израиля, генерал-лейтенанта Херци Ха-Леви, о намерении выйти в отставку, министр обороны Израиля Исраэль Кац объявил, что Замир вошёл в список из трёх кандидатов сменить Ха-Леви на посту Начальника Генштаба; другими кандидатами на пост стали генерал-майор Амир Барам и генерал-майор Тамир Ядай. Замир считался ведущим кандидатом на пост.
1 февраля 2025 года было опубликовано решение премьер-министра Израиля Биньямина Нетаньяху и министра обороны Исраэля Каца назначить Замира на пост Начальника Генерального штаба Армии обороны Израиля на смену уходящему в отставку генерал-лейтенанту Херци Ха-Леви. Замир завершил работу на должности генерального директора Министерства обороны 6 февраля 2025 года, 12 февраля 2025 года его назначение на пост Начальника Генштаба было утверждено комиссией по утверждению высокопоставленных назначений на госслужбе, а 16 февраля 2025 года — правительством Израиля.
5 марта 2025 года Замиру было присвоено звание генерал-лейтенанта (рав-алуф), и он вступил на пост Начальника Генштаба. Замир стал первым выходцем бронетанковых войск на посту Начальника Генштаба Армии обороны Израиля с тех пор, как эту должность занимал генерал-лейтенант Давид (Дадо) Элазар с 1972 по 1974 год, и первым Начальником Генштаба Армии обороны Израиля, начавшим свою армейскую службу в бронетанковых войсках, а также самым пожилым из всех Начальников Генштаба в истории Армии обороны Израиля на момент начала службы на этом посту.
Вступив на пост, Замир заявил о ряде перестановок в Генштабе и назначений в командном составе армии, а также озвучил свои планы, в том числе по подготовке новой многолетней стратегической программы развития Армии обороны Израиля, работу над которой планируется начать во второй половине 2025 года, и по укреплению и увеличению численности сухопутных войск армии, включая учреждение дополнительной бронетанковой бригады, проведение проверки о необходимости учреждения дополнительной пехотной бригады и восстановление ранее упразднённых разведрот бронетанковых бригад. Замир также сообщил о намерении упразднить Управление стратегии и третьего круга в Генштабе армии и проверить возможность упразднения Корпуса Генштаба при возможности управления Командованием сухопутных сил в качестве корпуса по необходимости военных действий. По озвученному видению Замира ближайший год он видит посвящённым продолжению военного противостояния с упором на военные действия в секторе Газа и противостояние с Ираном и закреплением достижений на остальных театрах действий. Он также объявил о назначении генерал-майора запаса Сами Турджемана главой команды, которой предстоит пересмотреть внутренние армейские расследования относительно событий вторжения боевиков ХАМАС из сектора Газа в Израиль 7 октября 2023 года и последовавшей за ними войны, завершённые незадолго до этого при предшественнике Замира, и ответственным за извлечение уроков из данных расследований и их внедрения в армии. Замир также обозначил возврат израильских заложников, удерживаемых боевиками в секторе Газа, как моральную обязанность армии и объявил, что в его канцелярии будут установлены портреты заложников вплоть до их возвращения в Израиль.

### Образование и личная жизнь
За время службы Замир прошёл учёбу в Межвойсковом колледже полевого и штабного командного состава, а также получил степень бакалавра Тель-Авивского университета в области политологии и окончил учёбу в Колледже национальной безопасности Армии обороны Израиля с получением степени магистра Хайфского университета в области политологии.
Женат, отец троих детей. Жена Замира, Орна Натанзон Замир, в прошлом пресс-секретарь муниципалитета Ход-ха-Шарона, работает в некоммерческой организации «Ноам». Старший сын Замира, Ори, служит командиром роты бронетанковых войск в звании майора, в 2021 году получил знак «Отличника Начальника Генштаба», в ходе начавшейся в 2023 году войны в Газе принимал участие в боевых действиях в секторе Газа. Средняя дочь Замира, Рони, служила до выхода в запас в офицерском звании на инструкторской должности и в оперативном отделе в разведывательном батальоне бригады «Голани», в ходе службы получила знак «Отличницы сухопутных войск», во время войны в Газе проходила резервистскую службу в армии. Младший сын Замира, Итай, учится в школе.
Проживал в Ход-ха-Шароне, ныне проживает в Рамот-ха-Шавим в центре Израиля.

## Публикации
- תא"ל אייל זמיר לחימה מוסרית בטרור מערכות 414, ספטמבר 2007 (Бригадный генерал Эяль Замир, «Ведение войны против террора нравственными методами», «Маарахот» № 414 (сентябрь 2007)) (Архивная копия от 16 мая 2020 на Wayback Machine) (иврит)
- אלוף אייל זמיר הספר שלי: חשופים בצריח מאת שבתי טבת (Генерал-майор Эяль Замир, «Книга, которую я рекомендую: „Открытые в башне“ Шабтая Тевета», на сайте Армии обороны Израиля (12.6.17)) (Архивная копия от 5 сентября 2017 на Wayback Machine) (иврит)
- Eyal Zamir, Countering Iran’s Regional Strategy (Эяль Замир, «Противостояние региональной стратегии Ирана»), The Washington Institute for Near East Policy (2022) (Архивная копия от 22 октября 2022 на Wayback Machine) (англ.) (в переводе на иврит (Архивная копия от 22 октября 2022 на Wayback Machine) (иврит))